# نویدا بزرگ
نویدا بزرگ (به انگلیسی: Greater Noida) یک منطقهٔ مسکونی در هند است که در Gautam Buddh Nagar district واقع شده‌است. نویدا بزرگ ۳۸۰ کیلومتر مربع مساحت و ۱۰۷٬۶۷۶ نفر جمعیت دارد.